# Syndikering
Syndikering (græsk syn- og dike 'ret') er en publiceringsaftale, der muliggør udgivelse af det samme materiale i flere forskellige medier. En udbyder af syndikeret materiale kaldes undertiden et syndikat. Sådanne aftaler forbindes typisk med tegneserieforfattere og klummeskrivere, der gennem et syndikat sælger udgivelsesretten til forskellige aviser og tidsskrifter, men denne praksis anvendes også inden for tv-industrien. På internettet har ordet en bredere betydning, som også dækker publiceringsformatet i form af såkaldte RSS-strømme (eng. feeds). 

## Syndikering i trykte medier
Syndikering i trykte medier henviser til udbredelsen af artikler, klummer eller tegneserier i aviser og tidsskrifter. Et eksempel på syndikering af tegneserier findes blandt andet hos King Features Syndicate, Universal Press Syndicate, United Media, Creators Syndicate samt Tribune Media Services. Af selskaber som udbyder webtegneserier kan nævnes Keenspot og Modern Tales.

## Websyndikering
På internettet refererer begrebet syndikering til offentliggørelse af materiale fra websteder til videre benyttelse af andre gennem RSS-strømme. Dermed sigter begrebet i it-sammenhæng også til den anvendte publiceringsform. RSS-strømme gør det muligt for brugere at holde sig ajour med nyudgivet materiale. Oprindelig vandt funktionen udbredelse ved hyppigt opdaterede websteder som fora og weblogs, senere tog også nyhedsmedierne teknologien til sig, og i dag anvendes den i mange forskellige sammenhænge.
Selv om syndikeringsformatet reelt kunne være alt, som kan overføres gennem HTTP, såsom HTML og JavaScript, er det almindelige format XML. En udbredt diskussion om det bedst egnede format har ført til dannelse af det XML-baserede format RSS, som i dag findes i flere forskellige udgaver, og senest Atom (standard)-formatet.